# 潵河
潵河，也作洒河，位于中华人民共和国河北省北部，是滦河右岸支流。有南、北两源，主源北源也称横河，发源于兴隆县南天门满族乡大洼村附近獐帽山东南麓，蜿蜒向北偏东流至大水泉镇转东流，至双庙村转东南流，经老虎沟水库、安子岭乡，于半壁山镇东闫杖子村东南右纳潵河南源（发源自南天门乡东八品叶村东北獐帽山林场，河长39千米，流域面积183平方千米）后折向东流，经蓝旗营镇、三道河镇、迁西县汉儿庄乡等地，最后于洒河桥镇注入滦河大黑汀水库库区。河长114千米，流域面积1160平方千米，年均径流量1.54亿立方米。